# Distrito 47 de California (El Ala Oeste)
 Distrito 47 de California es el décimo sexto capítulo de la cuarta temporada de la serie dramática El ala oeste de la Casa Blanca.

## Argumento
El Presidente Bartlet da un plazo de 36 horas al presidente de Kundun para que abandone el poder y lleve la paz a su país. El ejército de los Estados Unidos ocupa el aeropuerto. Poco a poco se van dirigiendo a la capital, entre otras cosas para evitar los asesinatos masivos. Informes de inteligencia muestran que se están cavando fosas comunes donde van sepultándose los miles de víctimas que se producen en el país africano. Presionado, el presidente de Kundun pide inmunidad y 500 millones de dólares. Leo se niega a las peticiones y, a última hora, recibe una terrible noticia: dos soldados americanos han sido secuestrados en el aeropuerto.
Además, el equipo de la Casa Blanca va de viaje al Condado de Orange para apoyar a Sam en su campaña para el Congreso. Mientras, el partido republicano presenta una reforma fiscal, retrasando los demócratas la suya para no arruinar las posibilidades de Sam en su campaña. Allí, Charlie y Toby se ven envueltos en una pelea por lo que son detenidos. Finalmente Sam se arriesga a perder votos y anuncia en un mitin que el gobierno está preparando una reforma fiscal y despide a su equipo de asesores de campaña.
Por último, Will tendrá que apoyarse en becarias para redactar el discurso de reforma fiscal, porque el resto del equipo de redacción ha dimitido en protesta por su nombramiento. Mientras, Donna se reúne con un granjero de California llamado Iván Pérez para preparar un posible encuentro con Josh. Lo que ignora es que pertenece al Partido Comunista de Norteamérica, lo que puede acarrearles serios problemas. Otro desastre más en las pocas horas de la visita a Sam. Tras el mitin el Presidente ordena el despido de Scott Holcomb –el jefe de campaña de Sam- para que le releve Toby.

## Enlaces
- Enlace al Imdb.
- Guía del Episodio (en inglés).